# 螺糸塘駅
螺糸塘駅（らしとうえき）は、中華人民共和国湖南省長沙市長沙県にある3号線の駅である。

## 駅構造
- 1号線：島式ホーム1面

## 駅周辺
- 長沙県婦幼保健院
- 長沙県公安局
- 黄興大道